# Alfie Devine
Alfie Sean Devine (Warrington, 1 augustus 2004) is een Engels voetballer die bij voorkeur als offensieve middenvelder speelt. Hij wordt door Tottenham Hotspur verhuurd aan KVC Westerlo.

## Clubcarrière
Op 10 januari 2021 debuteerde Devine voor Tottenham Hotspur in de FA Cup tegen Marine FC. Hij mocht invallen in de tweede helft en scoorde meteen zijn eerste profdoelpunt. Hij was 16 jaar en 163 dagen oud, wat hem de jongste doelpuntenmaker ooit maakte voor Tottenham. Tijdens het seizoen 2023/24 werd Devine verhuurd aan Port Vale en Plymouth Argyle. In het seizoen 2024/25 wordt hij verhuurd aan KVC Westerlo.

## Clubstatistieken
| Seizoen     | Club              | Competitie         | Competitie | Competitie | Competitie | Beker | Beker | Beker | Internationaal | Internationaal | Internationaal | Totaal | Totaal | Totaal |
| Seizoen     | Club              | Competitie         | Wed.       | Dlp.       | Ass.       | Wed.  | Dlp.  | Ass.  | Wed.           | Dlp.           | Ass.           | Wed.   | Dlp.   | Ass.   |
| ----------- | ----------------- | ------------------ | ---------- | ---------- | ---------- | ----- | ----- | ----- | -------------- | -------------- | -------------- | ------ | ------ | ------ |
| 2020/21     | Tottenham         | Premier League     | 0          | 0          | 0          | 1     | 1     | 0     | —              | —              | —              | 1      | 1      | 0      |
| 2022/23     | Tottenham         | Premier League     | 0          | 0          | 0          | 1     | 0     | 0     | 0              | 0              | 0              | 1      | 0      | 0      |
| Club Totaal | Club Totaal       | Club Totaal        | 0          | 0          | 0          | 2     | 1     | 0     | 0              | 0              | 0              | 2      | 1      | 0      |
| 2023/24     | → Port Vale       | EFL League One     | 20         | 2          | 1          | 6     | 1     | 2     | —              | —              | —              | 26     | 3      | 3      |
| Club Totaal | Club Totaal       | Club Totaal        | 20         | 2          | 1          | 6     | 1     | 2     | 0              | 0              | 0              | 26     | 3      | 3      |
| 2023/24     | → Plymouth Argyle | EFL Championship   | 15         | 0          | 2          | 0     | 0     | 0     | —              | —              | —              | 15     | 0      | 2      |
| Club Totaal | Club Totaal       | Club Totaal        | 15         | 0          | 2          | 0     | 0     | 0     | 0              | 0              | 0              | 15     | 0      | 2      |
| 2024/25     | → KVC Westerlo    | Jupiler Pro League | 19         | 4          | 0          | 2     | 0     | 0     | —              | —              | —              | 21     | 4      | 0      |
| Club Totaal | Club Totaal       | Club Totaal        | 19         | 4          | 0          | 2     | 0     | 0     | 0              | 0              | 0              | 21     | 4      | 0      |
| Totaal      | Totaal            | Totaal             | 54         | 6          | 3          | 10    | 2     | 2     | 0              | 0              | 0              | 64     | 8      | 5      |